# Arsi (zone)
Pour les articles homonymes, voir Arsi.
La zone Arsi est une des zones de la région Oromia en Éthiopie. Avec 2 637 657 habitants en 2007, elle reprend la majeure partie  de l'ancienne province de l'Arsi. Son chef-lieu est Assella.

## Géographie
Située dans le centre-est de l'Éthiopie, la zone Arsi est entourée dans la région Oromia par les zones Misraq Shewa, Mirab Hararghe, Est Bale, Bale et Mirab Arsi,.
Elle s'étend du lac Ziway et de l'Awash, dans la vallée du Grand Rift, au cours amont du Chébéli, dans les hauts plateaux éthiopiens.
Le mont Chilalo situé à proximité d'Assella est le point culminant de la zone.
Le parc national des monts Arsi (en) créé en 2011 occupe près de 11 000 km2 dans les zones Arsi et Mirab Arsi,.

## Woredas
En 2006, l'Atlas of the Ethiopian Rural Economy mentionne vingt woredas dans la zone Arsi avant le transfert des woredas Gedeb et Kofele dans la zone Mirab Arsi. Les dix-huit woredas restants font l'objet de plusieurs subdivisions avant le recensement national de 2007.
En 2007 et jusque dans les années 2010, la zone est composée de vingt-cinq woredas,, :
- Amigna ;
- Aseko ;
- Assella ou Asela, en anglais : Asella Town, ville-woreda détachée de Tiyo en 2007 ;
- Bale Gasegar ou Bele Gesgar, détaché de Seru en 2007 ;
- Chole ;
- Digeluna Tijo ou Degeluna Tijo ;
- Diksis ou Deksis, détaché de Hitosa en 2007 ;
- Dodota, subdivisé de Dodotana Sire[7] en 2007 ;
- Enkelo Wabe ou Inkolo Wabe, subdivisé de l'ancien woreda Bekoji[7] en 2007 ;
- Gololcha ;
- Guna, détaché de Merti en 2007 ;
- Hitosa ;
- Jeju ;
- Limuna Bilbilo, subdivisé de l'ancien woreda Bekoji[7] en 2007 ;
- Lude Hitosa ou Lode Hetosa, détaché de Hitosa en 2007 ;
- Merti ;
- Munesa ou Munessa ;
- Robe ;
- Seru ;
- Sherka ou Shirka ;
- Sire, subdivisé de Dodotana Sire[7] en 2007 ;
- Sude ;
- Tena ;
- Tiyo ;
- Ziway Dugda ou Zeway Dugda.

Par la suite, à la fin des années 2010 ou au début des années 2020, la ville de Bekoji devient un woreda indépendant enclavé dans le woreda Limuna Bilbilo.
Une liste récente mentionne de plus un 27e woreda appelé « Shanan Kolu » qui pourrait s'être détaché du woreda Gololcha.

## Démographie
D'après le recensement national réalisé par l'Agence centrale de la statistique d'Éthiopie en 2007, la zone compte 2 637 657 habitants et 12 % de la population est urbaine. L'oromo est la langue maternelle pour 81 % des habitants de la zone, l'amharique pour près de 18 %, les langues gouragué et d'autres langues pour moins de 1 %. La majorité (58 %) des habitants de la zone sont musulmans, 40 % sont orthodoxes et 1 % sont protestants.
Toujours en 2007, la principale agglomération de la zone est Assella avec 67 269 habitants, suivie par Bekoji avec 17 741 habitants et Robe avec 15 169 habitants. Eteya, Dera et Abomsa ont près de 15 000 habitants. Huruta, Sagure, Kersa et Gobesa dépassent 10 000 habitants à la même date.
| Woreda         | Population 2007 | Agglomérations en 2007,      |
| -------------- | --------------- | ---------------------------- |
| Amigna         | 73 245          | Adele                        |
| Aseko          | 84 112          | Aseko                        |
| Asela Town     | 67 269          | Assella                      |
| Bale Gasegar   | 73 952          | Bale                         |
| Chole          | 89 291          | Chole                        |
| Digeluna Tijo  | 140 466         | Sagure, Tijo                 |
| Diksis         | 72 301          | Deksis, Bulala               |
| Dodota         | 64 310          | Dera, Awash Melkasa          |
| Enkelo Wabe    | 58 561          | Siltana, Mechitu             |
| Golocha        | 172 176         | Chancho                      |
| Guna           | 76 365          | Aba Jimma, Moyo              |
| Hitosa         | 124 219         | Eteya, Burjawi               |
| Jeju           | 124 093         | Arboyé, Bolo                 |
| Limuna Bilbilo | 180 695         | Bekoji, Meraro, Robe Gerjeda |
| Lude Hitosa    | 107 133         | Huruta, Arbe Gabeya          |
| Merti          | 90 408          | Abomsa                       |
| Munesa         | 166 539         | Kersa, Ego, Kanchare         |
| Robe           | 165 210         | Robe, Habe, Sediqa           |
| Seru           | 47 929          | Seru                         |
| Sherka         | 163 823         | Gobesa, Gadoguna             |
| Sire           | 73 970          | Sire                         |
| Sude           | 147 764         | Kula                         |
| Tena           | 66 203          | Ticho, Kela                  |
| Tiyo           | 86 761          | Gonde, Ketar, Qulumissa      |
| Ziway Dugda    | 120 862         | Ogolcho                      |

En 2022, la population de la zone est estimée à 3 894 248 personnes avec une densité de population de 196 personnes par km2 et 19 825 km2 de superficie.